# Коллинз, Джамилу
Коллинз Джамилу (5 августа 1994, Кадуна, Нигерия) — нигерийский футболист, полузащитник клуба «Кардифф Сити».

## Карьера
Родившись в Кадуне, Коллинз провел свои юношеские годы в Академии футбольного колледжа Абуджи. Он был одним из нескольких игроков, которые перешли из Абуджи в молодежную команду Риека в середине 2012 года. В октябре 2012 года Коллинз подписал свой первый профессиональный контракт с фк Риека.
В августе 2013 года он был арендован футбольным клубом НК "Поморац" , где сыграл 29 матчей. В следующем сезоне он играл за дубль фк Риеки . В мае 2015 года он подписал  однолетний контракт с клубом, с возможностью продления  на один год.
В июне 2015 года Риека отправила Коллинза в аренду в фк  Крка в словенской "Первой лиге", где он сыгрла 13 матчей, прежде чем вернулся в Риеку в январе 2016 года. В следующем месяце Коллинз был арендован словенским Шибеником, где он стал игроком стартового состава, забив два меча. После возврата игрока "Риека" продлила контракт с Коллинзом до июня 2017 года. Он сразу же был отдан в аренду в фк "Истра 1961".